# 멜키오르 은다다예
멜키오르 은다다예(프랑스어: Melchior Ndadaye, 1953년 5월 28일~1993년 10월 21일)는 부룬디의 지식인이자 정치인이었다. 1993년 부룬디에서 민주적으로 선출된 최초의 후투족 대통령이다. 비록 그가 나라의 쓰라린 인종 분열을 완화하기 위해 움직였지만, 그의 개혁은 투치족이 지배하는 군대의 군인들에게 적대감을 주었고, 그는 재임 3개월 만에 1993년 10월 실패한 군사 쿠데타 중에 암살되었다. 그의 암살은 투치족과 후투족 사이에 일련의 잔혹한 티격태격 학살을 촉발시켰고, 궁극적으로 10년간 지속된 부룬디 내전으로 이어졌다.

## 어린 시절
은다다예는 1953년 3월 28일 루안다우룬디의 냐비앙가에서 태어났다. 파이 은다다예와 테레즈 반두슈벵게의 아들로, 후투족 가문의 10명의 자녀 중 첫째였다. 그는 음보고라의 초등학교에 다녔고 1966년에 기테가의 일반 학교에 입학했다. 1972년 부룬디 정부가 교육받은 후투족을 목표로 학살한 이키자에 이어, 그는 기테가에 있는 학교로 돌아가면 무슨 일이 일어날까 두려워 르완다로 도망쳤다. 그는 부타레에 있는 스콜라이어 오피시엘 그룹에 등록하여 중등 교육을 마치고 1975년에 졸업했다. 그 후 르완다 국립 대학교에 입학하여 교육학을 공부하였고, 1980년에 자격증을 취득하였다. 은다다예는 1980년부터 1983년까지 르완다 남부 사베의 리세 페다고기크에서 강의했다.

## 대통령직
은다다예는 1993년 7월 10일 부룬디의 대통령으로 취임했다. 그는 부룬디의 최초의 민주적으로 선출된 국가 원수이자 최초의 후투족 대통령이 되었다. 취임 연설에서 그는 "새로운 부룬디"를 만들겠다고 약속했다. 그는 13명의 FRODEBU와 6명의 UPRONA 회원을 포함한 23명의 장관으로 구성된 정부를 소집했다. 투치족은 UPRONA 소속 실비 키니기 총리를 포함해 9명이다. 그는 또한 후투족 15명과 투치족 15명으로 구성된 민족통일위원회를 임명하여 민족 문제에 대해 조언하였다.
대통령직에 대한 그의 신중한 접근에도 불구하고, 그의 행동 중 일부는 그럼에도 불구하고 지역 사회에 긴장을 불러일으켰다. 그는 강력한 투치 엘리트와 군대의 경제를 위협하는 이전 투치 정부 하에서 승인된 계약과 양보에 의문을 제기했다. 그는 군대에 대한 개혁을 시작했고, 국가 경찰을 별도의 지휘부로 이동시키고, 확고한 투치족의 지배력을 줄이기 위해 군과 경찰의 입학 요건을 변경했다. FRODEBU의 우세는 지역 차원에서 문제를 일으켰고 은다다예의 후투족 지지자들이 이전에 투치족이 공공 서비스에서 차지했던 많은 위치를 차지했으며, 1972년 학살 이후 귀환한 난민들의 재정착을 실패하여 많은 투치족 가족들이 집을 잃게 만들었다. 이 문제들은 새롭게 자유로워진 언론에 의해 악화되었고, 언론은 인종적 긴장을 부채질하는 방식으로 보도하기 시작했다. 그는 육군 참모총장으로 장 비코마구 중령을 임명했다.
국제적으로 은다다예는 8월 4일 르완다 내전을 끝내기 위해 고안된 평화 협정인 아루샤 협정의 서명에 참석했다. 그와 르완다의 쥐베날 하브자리마나 대통령과의 관계는 미약했다. 9월에 그는 유엔 본부로 가서 총회에서 연설했다. 10월 18일 그는 모리셔스에서 열린 프랑스어권 국가들의 정상회담에 참석했다.